# Myken (archipel)
Myken est un archipel et un village de pêcheurs de la commune de Rødøy, en mer de Norvège dans le comté de Nordland en Norvège.

## Description
Le groupe d'îles est situé à l'extrémité de la côte du Helgeland, à environ 32 km du continent. L'été est la haute saison pour les visites d'un grand nombre de vacanciers. Une boutique coloniale est ouverte toute l'année sur Myken, et les activités locales comprennent une distillerie de whisky, une entreprise de menuiserie, deux cafés, plusieurs options d'hébergement, des activités de cours et une station d'observation météorologique. Myken a une liaison par bateau rapide vers Tonnes à Lurøy et Vågaholmen.
L'archipel se compose d'environ 40 petites îles, îlots et récifs. Les plus grandes îles sont Sjuløya, Sandøya, Jutøya, Finnøya et Grytøya. Le village de pêcheurs de Myken est situé sur Sjuløya.

### Le phare de Myken
Le phare de Myken (créé en 1917) est situé sur Jutøya. Le phare est loué à des invités pour la nuit. La maison-phare est classée patrimoine culturel par le Riksantikvaren (en) depuis 2000.